# Matz Sels
Matz Willy Els Sels (Lint, 26 februari 1992) is een Belgisch profvoetballer die dienstdoet als doelman. Hij ondertekende in februari 2024 een contract tot medio 2027 bij Nottingham Forest, dat circa 8 miljoen euro voor hem betaalde aan RC Strasbourg. Hij werd in 2015 in België verkozen tot Keeper van het Jaar. Sels debuteerde in 2021 in het Belgisch voetbalelftal.

## Carrière

### Lierse SK
Sels begon met voetballen bij Kontich FC, waarna hij op zevenjarige leeftijd werd opgenomen in de jeugdopleiding van Lierse SK. Hier werd hij in 2010 toegevoegd aan de selectie van het eerste elftal. Na het vertrek van Eiji Kawashima naar Standard Luik in de zomer van 2012, werd Sels eerste doelman. Hij speelde op 29 juli 2012 zijn eerste wedstrijd in de Eerste klasse, tegen KAA Gent. Hij stopte die dag meteen een strafschop. Toen hij bij aanvang van het seizoen 2013/14 zijn contract weigerde te verlengen, werd hij naar het tweede team verwezen.

### KAA Gent

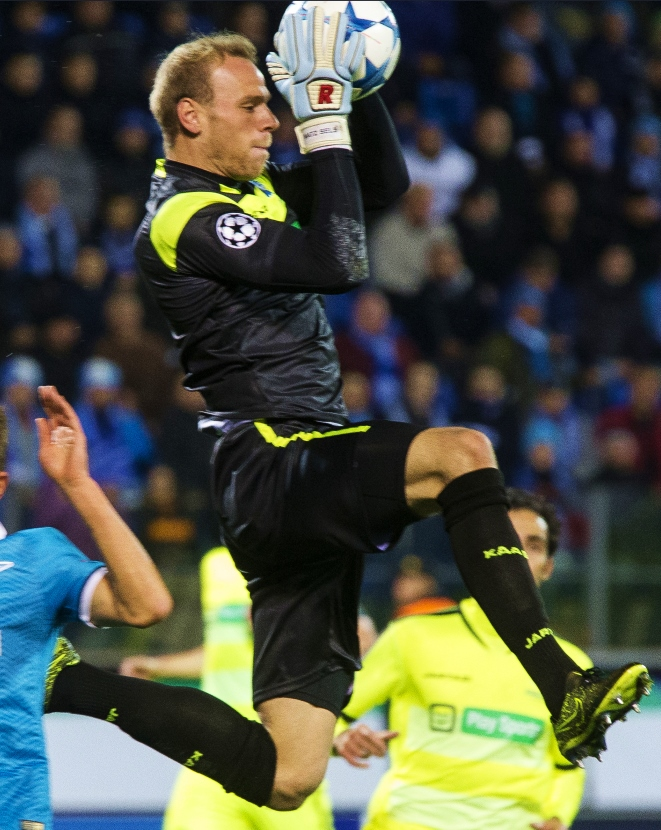
Sels met KAA Gent in actie tegen Zenit Sint-Petersburg in 2015

Na enkele maanden in de Lierse B-kern verhuisde Sels in januari 2014 naar KAA Gent, waar hij een contract voor vier seizoenen ondertekende. Hier werd hij de opvolger van Frank Boeckx, wiens contract op het einde van het seizoen afliep. Sels maakte zijn debuut voor de Gentenaars op 14 januari 2014, tegen KV Kortrijk, in de kwartfinales van de Beker van België. Sels was een van de uitblinkers van Gent, waardoor Gent doorging na penalty's; de wedstrijd was na 120 minuten geëindigd in een 1-0 verlies. Gent won echter de heenmatch met 1-0. Zijn competitiedebuut voor Gent volgde vier dagen later, tegen datzelfde KV Kortrijk. Sels werd in het seizoen 2014/15 Belgisch landskampioen met KAA Gent.
Sels debuteerde op 16 september 2015 in de UEFA Champions League, toen hij het met KAA Gent opnam tegen Olympique Lyonnais. Hij stopte die wedstrijd een strafschop en behaalde met zijn teamgenoten voor het eerst in de clubhistorie een punt in de Champions League. Enkele dagen later verlengde hij zijn contract bij AA Gent tot 2019. Op het Gala van de Gouden Schoen werd Sels tot beste doelman van het jaar 2015 verkozen.

### Newcastle United
Sels ondertekende in juni 2016 een contract tot medio 2021 bij Newcastle United, dat in het voorgaande seizoen degradeerde naar de Championship. De Engelse club betaalde circa 6,5 miljoen euro voor hem aan KAA Gent. Sels werd gehaald als opvolger van de aan Ajax verhuurde Tim Krul, die jarenlang de vaste nummer één was bij Newcastle. Op 5 augustus 2016 debuteerde hij in de Championship op Craven Cottage tegen Fulham FC. Sels stond tijdens de eerste negen competitiewedstrijden in doel bij Newcastle, dat tussen de derde en zevende speeldag vijf wedstrijden op rij won.
Sels ging tijdens zijn eerste maanden bij Newcastle een paar keer in de fout, waaronder op de negende speeldag tegen Aston Villa. De doelman werd hierdoor op de korrel genomen door een groep Newcastle-supporters, waarop Sels zijn Twitteraccount verwijderde. Eind september 2016 verloor hij zijn plaats aan Karl Darlow, waarop Newcastle acht wedstrijden op rij won.
Nog voor de winterstop staken er geruchten over een uitleenbeurt de kop op, onder andere aan RSC Anderlecht. De 3-0-nederlaag tegen Oxford United FC in de FA Cup op 28 januari 2017 was uiteindelijk zijn laatste wedstrijd voor Newcastle, en vanaf februari 2017 moest hij er zelfs plaatsnemen op de tribune. Op het einde van het seizoen promoveerde Newcastle na een jaar afwezigheid weer naar de Premier League.

#### Verhuur aan RSC Anderlecht

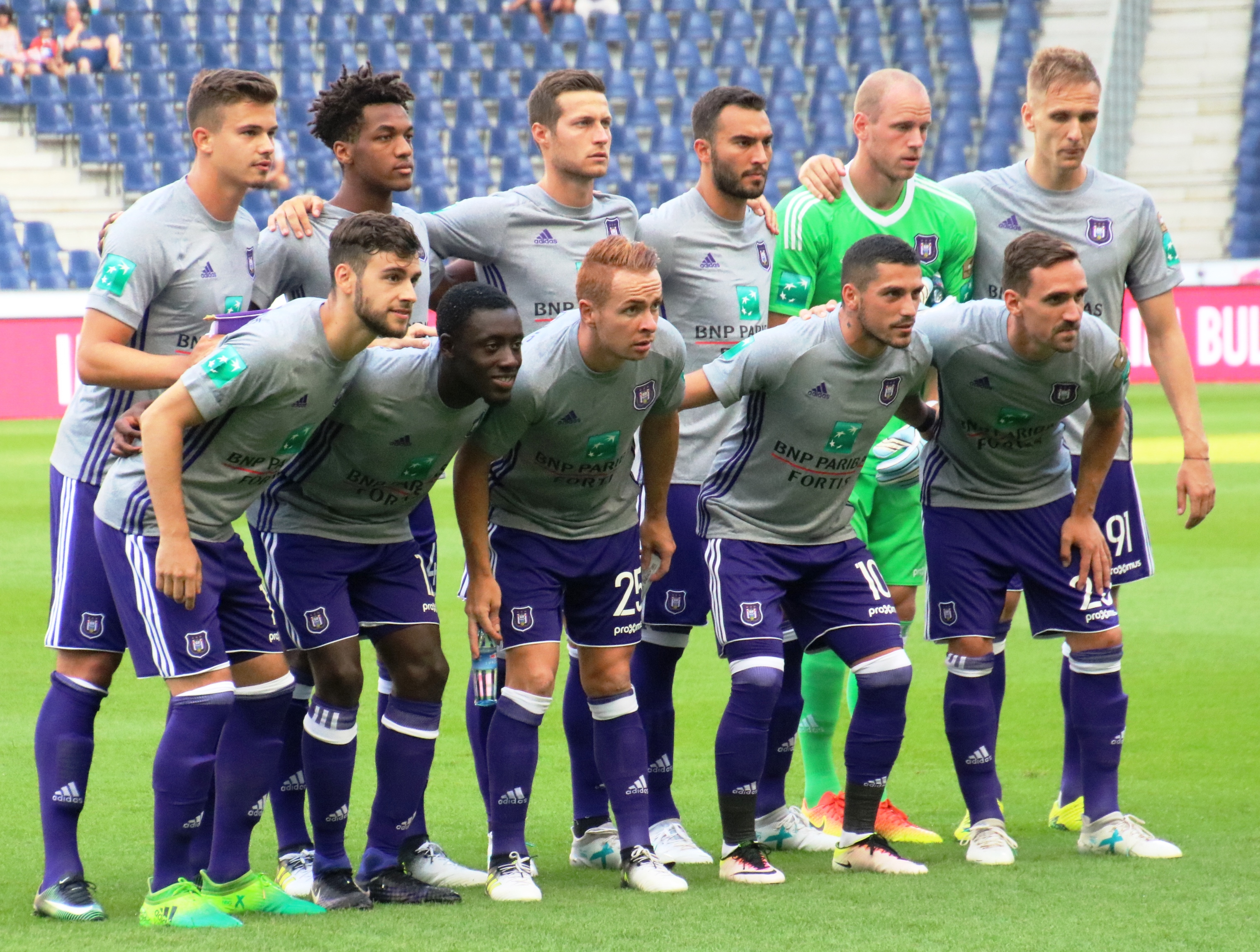
Sels bij RSC Anderlecht in 2017

Toen Frank Boeckx na het seizoen 2016/17 een rugoperatie moest ondergaan, dacht Anderlecht aan Sels als vervanger. De transfer leek eerst af te ketsen, waarop Fenerbahçe SK informeerde, maar uiteindelijk slaagde Anderlecht er toch in om de doelman op huurbasis binnen te halen.
Sels maakte zijn officieuze debuut voor Anderlecht in een oefenwedstrijd tegen Red Bull Salzburg, die Anderlecht met 4-1 verloor. Zijn officiële debuut maakte hij in de Belgische Supercup 2017, die Anderlecht met 2-1 won van Zulte Waregem. In de eerste competitiehelft was de keepershiërarchie tussen Sels en Boeckx niet helemaal duidelijk vanwege het rotatiesysteem van trainer Hein Van Haezebrouck, maar uiteindelijk stond Sels in het seizoen 2017/18 toch het vaakst in doel.
Anderlecht probeerde Sels na het seizoen 2017/18 definitief over te nemen van Newcastle, maar haakte uiteindelijk af omwille van het prijskaartje.

### RC Strasbourg
Sels ondertekende in juli 2018 een contract tot medio 2022 bij RC Strasbourg, dat uitkomt in de Ligue 1. De Franse club betaalde ongeveer 4 miljoen euro aan Newcastle United FC. Met Eiji Kawashima kwam hij er een maand later een oude bekende tegen.
Sels groeide meteen uit tot eerste doelman van Strasbourg. Zijn contract werd in oktober 2019 dan ook met twee seizoenen verlengd, waardoor hij tot 2024 onder contract lag bij de club. In zijn eerste seizoen won hij met de club de Coupe de la Ligue, hoewel hij in dit toernooi geen enkele keer in actie kwam ten voordele van Bingourou Kamara. Ook in zijn tweede seizoen was Sels titularisdoelman bij Strasbourg, waarmee hij zes Europa League-wedstrijden speelde (tegen Maccabi Haifa, Lokomotiv Plovdiv en Eintracht Frankfurt). Zijn seizoen 2020/21 viel echter grotendeels in het water door een achillespeesblessure die hij in juli 2020 opliep.

### Nottingham Forest
Matz Sels verhuisde na de wintermercato in februari 2024 naar Nottingham Forest en was er geregeld een van de uitblinkers in het resterende seizoen. In 2025 eindigde de Engelse club op de zevende plaats, wat hun een ticket bezorgden in de Conference League. Sels kreeg samen met Arsenal-doelman David Raya de Golden Glove trofee omdat ze beiden met dertien clean sheets de minst gepasseerde doelmannen in de Premier League waren.

## Statistieken
| Seizoen         | Club              | Competitie      | Competitie | Competitie | Beker | Beker | Internationaal | Internationaal | Totaal | Totaal |
| Seizoen         | Club              | Competitie      | Wed.       | Dlp.       | Wed.  | Dlp.  | Wed.           | Dlp.           | Wed.   | Dlp.   |
| --------------- | ----------------- | --------------- | ---------- | ---------- | ----- | ----- | -------------- | -------------- | ------ | ------ |
| 2010/11         | Lierse SK         | Eerste Klasse   | 0          | 0          | 0     | 0     | 0              | 0              | 0      | 0      |
| 2011/12         | Lierse SK         | Eerste Klasse   | 0          | 0          | 0     | 0     | 0              | 0              | 0      | 0      |
| 2012/13         | Lierse SK         | Eerste Klasse   | 30         | 0          | 1     | 0     | 0              | 0              | 31     | 0      |
| 2013/14         | Lierse SK         | Eerste Klasse   | 0          | 0          | 0     | 0     | 0              | 0              | 0      | 0      |
| 2013/14         | KAA Gent          | Eerste Klasse   | 15         | 0          | 3     | 0     | 0              | 0              | 18     | 0      |
| 2014/15         | KAA Gent          | Eerste Klasse   | 39         | 0          | 6     | 0     | 0              | 0              | 45     | 0      |
| 2015/16         | KAA Gent          | Eerste Klasse   | 40         | 0          | 5     | 0     | 8              | 0              | 53     | 0      |
| 2016/17         | Newcastle United  | Championship    | 9          | 0          | 5     | 0     | 0              | 0              | 14     | 0      |
| 2017/18         | → RSC Anderlecht  | Eerste Klasse   | 32         | 0          | 2     | 0     | 3              | 0              | 37     | 0      |
| 2018/19         | RC Strasbourg     | Ligue 1         | 37         | 0          | 1     | 0     | 0              | 0              | 38     | 0      |
| 2019/20         | RC Strasbourg     | Ligue 1         | 27         | 0          | 2     | 0     | 6              | 0              | 35     | 0      |
| 2020/21         | RC Strasbourg     | Ligue 1         | 6          | 0          | 0     | 0     | 0              | 0              | 6      | 0      |
| 2021/22         | RC Strasbourg     | Ligue 1         | 37         | 0          | 1     | 0     | 0              | 0              | 38     | 0      |
| 2022/23         | RC Strasbourg     | Ligue 1         | 38         | 0          | 1     | 0     | 0              | 0              | 39     | 0      |
| 2023/24         | RC Strasbourg     | Ligue 1         | 19         | 0          | 0     | 0     | 0              | 0              | 19     | 0      |
| 2023/24         | Nottingham Forest | Premier League  | 16         | 0          | 0     | 0     | 0              | 0              | 16     | 0      |
| 2024/25         | Nottingham Forest | Premier League  | 19         | 0          | 0     | 0     | 0              | 0              | 19     | 0      |
| Carrière totaal | Carrière totaal   | Carrière totaal | 364        | 0          | 27    | 0     | 17             | 0              | 408    | 0      |

Laatste aanpassing op 5 januari 2025.

## Nationale ploeg

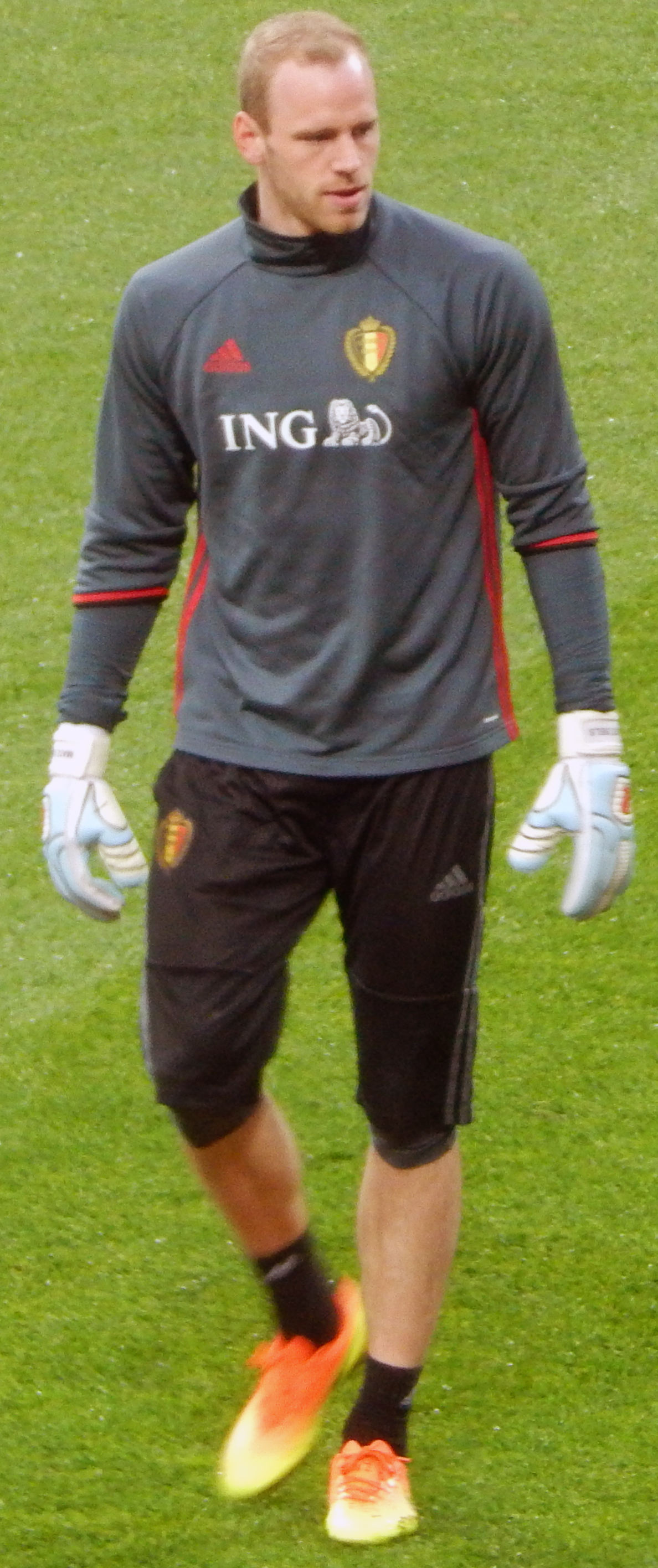
Sels bij de Rode Duivels in 2017

Sels werd op 2 oktober 2015 voor het eerst geselecteerd voor het Belgisch voetbalelftal, in aanloop naar EK-kwalificatiewedstrijden tegen Andorra en Israël. Ook zijn KAA Gent-ploegmaats Sven Kums en Laurent Depoitre  waren er voor het eerst bij.

#### EK 2020
Op 17 mei 2021 was Sels een van de drie doelmannen in de selectie van Roberto Martínez voor het EK 2020, samen met Thibaut Courtois en Simon Mignolet. Koen Casteels, die op het WK 2018 als derde doelman fungeerde, moest na het seizoen immers onder het mes. Op het EK 2016 en het WK 2018 stond Sels nog op de reservelijst.
Op 3 juni 2021, in oefeninterland tegen Griekenland, gunde Roberto Martínez Matz Sels, na 23 caps zonder speelminuten, in de blessuretijd zijn debuut bij de Belgische nationale ploeg. Hij kwam Simon Mignolet aflossen. Op 29 maart 2022 startte Sels voor het eerst in de basis in een vriendschappelijke wedstrijd tegen Burkina Faso. De wedstrijd eindigde met een 3-0 overwinning. Het was meteen zijn tweede cap.

#### EK 2024 Duitsland
Nadat Thibaut Courtois afzegde voor de EK 2024 kwalificatie-interland tegen Estland op 20 juni 2023, duidde de nieuwe bondscoach Domenico Tedesco Sels aan als vervanger. Ook in de kwalificatie-interlands tegen Oostenrijk en Zweden en enkele oefeninterlands stond hij telkens in de goal. Eind mei 2024 werd de doelman door Tedesco opgenomen in de selectie voor het EK 2024 in Duitsland.

## Interlands
| Interlands van Matz Sels voor België | Interlands van Matz Sels voor België | Interlands van Matz Sels voor België | Interlands van Matz Sels voor België | Interlands van Matz Sels voor België | Interlands van Matz Sels voor België |                              |
| No.                                  | Datum                                | Wedstrijd                            | Uitslag                              | Soort Wedstrijd                      | Doelpunten                           |                              |
| Als speler bij RC Strasbourg         | Als speler bij RC Strasbourg         | Als speler bij RC Strasbourg         | Als speler bij RC Strasbourg         | Als speler bij RC Strasbourg         | Als speler bij RC Strasbourg         | Als speler bij RC Strasbourg |
| ------------------------------------ | ------------------------------------ | ------------------------------------ | ------------------------------------ | ------------------------------------ | ------------------------------------ | ---------------------------- |
| 1.                                   | 3 juni 2021                          | België – Griekenland                 | 1 – 1                                | Vriendschappelijk                    | -                                    |                              |
| 2.                                   | 29 maart 2022                        | België – Burkina Faso                | 3 – 0                                | Vriendschappelijk                    | -                                    |                              |
| 3.                                   | 20 juni 2023                         | Estland – België                     | 0 – 3                                | Kwalificatie EK 2024                 | -                                    |                              |
| 4.                                   | 13 oktober 2023                      | Oostenrijk – België                  | 2 – 3                                | Kwalificatie EK 2024                 | -                                    |                              |
| 5.                                   | 16 oktober 2023                      | België – Zweden                      | 1 – 1                                | Kwalificatie EK 2024                 | -                                    |                              |
| 6.                                   | 15 november 2023                     | België – Servië                      | 1 – 0                                | Vriendschappelijk                    | -                                    |                              |
| Als speler bij Nottingham Forest     |                                      |                                      |                                      |                                      |                                      |                              |
| 7.                                   | 23 maart 2024                        | Ierland – België                     | 0 – 0                                | Vriendschappelijk                    | -                                    |                              |
| 8.                                   | 26 maart 2024                        | Engeland – België                    | 2 – 2                                | Vriendschappelijk                    | -                                    |                              |
| 9.                                   | 23 maart 2025                        | Oekraïne – België                    | 3 – 1                                | UEFA Nations League 2024/25 barrages | -                                    |                              |
| 10.                                  | 6 juni 2025                          | Noord-Macedonië – België             | 1 – 1                                | Kwalificatie WK 2026                 | -                                    |                              |
| 11.                                  | 9 juni 2025                          | België – Wales                       | 4 – 3                                | Kwalificatie WK 2026                 | -                                    |                              |
| Totaal                               | Totaal                               | Totaal                               | Totaal                               | Totaal                               | 0                                    |                              |

Bijgewerkt tot 9 juni 2025.

## Palmares
| Competitie           |          |          |          |          |
| Competitie           | Aantal   | Jaren    |          |          |
| KAA Gent             | KAA Gent | KAA Gent | KAA Gent | KAA Gent |
| -------------------- | -------- | -------- | -------- | -------- |
| Landskampioen België | 1x       | 2014/15  |          |          |
| Belgische Supercup   | 1x       | 2015     |          |          |
| RSC Anderlecht       |          |          |          |          |
| Belgische Supercup   | 1x       | 2017     |          |          |
| RC Strasbourg        |          |          |          |          |
| Coupe de la Ligue    | 1x       | 2019     |          |          |

| Individueel         |    |      |
| Keeper van het Jaar | 1x | 2016 |

## Privé
- Sels had jarenlang een relatie met voormalig zwemster Jolien Sysmans.[40][41]